# فهرست مناطق مسکونی رود کنتیکت
این نوشتار فهرستی از مناطق مسکونی رود کنتیکت را دربردارد.

## بالای رود کنتیکت
Bold communities have over 10,000 population.

### نیوهمپشایر
- پیتسبرگ، نیوهمپشایر
- کلارکسویل، نیوهمپشایر
- استوارت استون، نیوهمپشایر
  - وست استوارتستوون، نیوهمپشایر
- کولبروک، نیوهمپشایر
- کلمبیا، نیوهمپشایر
  - Tinkerville
- استراتفرد، نیوهمپشایر
  - North Stratford
- نورثومبرلند، نیوهمپشایر
- لنکستر، نیوهمپشایر
- دالتون، نیوهمپشایر
- لیتلتون، نیوهمپشایر
- مونرو، نیوهمپشایر
- حمام، نیوهمپشایر
- هورهیل، نیوهمپشایر
  - وودسویل، نیوهمپشایر
  - هورهیل شمالی، نیوهمپشایر
- پیرمونت، نیوهمپشایر
- اورفورد، نیوهمپشایر
- لایم، نیوهمپشایر
- هانوفر، نیوهمپشایر
- لبنان، نیوهمپشایر
  - لبنان غربی، نیوهمپشایر
- پلینفیلد، نیوهمپشایر
- کورنیش، نیوهمپشایر
  - بالوک، نیوهمپشایر
- کلیرمانت، نیوهمپشایر
- چارلزتاون، نیوهمپشایر
- ولپوول، نیوهمپشایر
  - والپول شمالی، نیوهمپشایر
- وست مورلند، نیوهمپشایر
- چسترفیلد، نیوهمپشایر
- هینزدیل، نیوهمپشایر

### ورمونت
- کنعان، ورمونت
  - بیچر فالز، ورمانت
- لمینگتون، ورمونت
- بلومفیلد، ورمونت
- برانزویک، ورمونت
- میدستون، ورمونت
- گیلد هال، ورمونت
- لونبورگ، ورمونت
- کنکورد، ورمانت
- واترفورد، ورمونت
- بارنت، ورمونت
  - McIndoe Falls
- رایگیت، ورمونت
- نیوبری (شهر)، ورمونت
  - ولز ریور، ورمونت
- بردفورد، ورمونت
- فیرلی، ورمونت
- تتفورد، ورمونت
- نوریچ، ورمونت
  - Lewiston
- هارتفورد، ورمونت
  - وایلدر، ورمانت
  - وایت ریور جانکشن، ورمانت
- هارتلند، ورمونت
  - هارتلند شمالی، ورمونت
- ویندزور، ورمونت
- ودرزفیلد، ورمونت
  - اسکوتنی، ورمانت
- اسپرینگ فیلد، ورمونت
- راکینگهام، ورمونت
  - بلوز فالز، ورمونت
- وست مینستر (شهر)، ورمونت
  - وستمینستر شمالی، ورمونت
- پاتنی، ورمانت
- دامرستون، ورمونت
- براتلبورو، ورمونت
- ورنن، ورمانت

## رود کنتیکت میانی
Bold cities have over 15,000 population. Italics are for towns or cities in the Springfield Metro area. Underlines are for communities in the Hartford Metro area.

### ماساچوست
- نورتفیلد، ماساچوست
- گیل، ماساچوست
- اروینگ، ماساچوست
- مونتاگ، ماساچوست
  - ترنرز فالز، ماساچوست
- گرینفیلد، ماساچوست
- دیرفیلد، ماساچوست
- ساندرلند، ماساچوست
- واتلی، ماساچوست
- هیتفیلد، ماساچوست
- هدلی، ماساچوست
  - North Hadley
- نورتهامپتون، ماساچوست
- استهامپتون، ماساچوست
  - Mount Tom
- هدلی جنوبی، ماساچوست
- هولیوک، ماساچوست
- شیکوپی، ماساچوست
- اسپرینگفیلد غربی، ماساچوست
- اسپرینگفیلد، ماساچوست
- ایجوام، ماساچوست
- لانگمیدو، ماساچوست

### کانکتیکات
- 'سافیلد، کانتیکت'
- انفیلد، کانتیکت
  - تامپسونویل، کنتیکت
- 'ویندسور لاکس، کانکتیکات'
- 'شرق ویندزور، کانتیکت'
- ویندزور، کانتیکت
- ویندسور جنوبی، کانکتیکات

## پایین رود کنتیکت (کنتیکت فقط)
Bold communities have over 25,000 population. This section of the river is completely in the Hartford Metro area.
- هارتفورد، کنتیکت
- هارتفورد شرقی، کنتیکت
  - هارتفورد شرقی، کنتیکت
- وترزفیلد، کانتیکت
- گلستونبری، کنتیکت
  - South Glastonbury
- راکی هیل، کانتیکت
- کرامول، کانتیکت
- پورتلند، کانتیکت
- میدل‌تاون، کنتیکت
- شرق همپتون، کانتیکت
  - Middle Haddam
- هدم، کانتیکت
  - هیگانوم، کنتیکت
- شرق هدم، کانتیکت
- چستر، کانکتیکات
- لایم، کانتیکت
- رودخانه عمیق، کانتیکت
- اسکس، کانتیکت
- لایم قدیمی، کنتیکت
- سایبروک قدیمی، کانتیکت